# ميلارا
ميلارا (بالإيطالية: Melara)‏ هي بلدية في مقاطعة رفيغة في منطقة فنيتة، شمال إيطاليا. تقع على بعد 100 كيلومتر (62 ميل) جنوب غرب البندقية و45 كيلومتر (28 ميل) غرب رفيغة.